# Hável László
Hável László (Budapest, 1937. április 12. – Budapest, 2012. március 11.) magyar színművész.

## Életpályája
Így írt magáról:

„A közel ötven év, amit a színészpályán eltöltöttem, csak néhány színházhoz kötődött. Időnként átfestették a cégtáblát a fejem fölött, míg én valójában több évtizeden át ugyanazon társulat tagja voltam. Alig vettem észre a változást, a munkával voltam elfoglalva, miközben a cégérfestők állhatatosan dolgoztak, Dérynéből Népszínház, Népszínházból Budapesti Kamaraszínház lett... Az ötvenes évek végén amatőr pantomimesként a Pantomim 58 együttessel szerepeltem az Egyetemi és az Irodalmi Színpadon. Itt figyelt föl rám Szécsi Ferenc és Ascher Oszkár, és szerződtetett a Déryné Színházhoz.”

1958-ban az Egyetemi Színpadon, 1959-ben a budapesti Irodalmi Színpadon játszott. 1960-tól az Állami Déryné Színház, majd az Irodalmi Színpad, 1966-tól pedig a Mikroszkóp Színpad tagja volt. 1969-től a Várszínházban szerepelt. 1982-től egy évadot a Nemzeti Színházban töltött. 1983-tól a Józsefvárosi Színházhoz szerződött, majd jogutódjának a Budapesti Kamaraszínháznak társulati tagja lett.
Szintén magáról írta az alábbiakat:

„...a Magyar Köztársaság Lovagkeresztjével tüntettek ki színészi munkásságomért. 1996-ban mentem szakmai nyugdíjba, és most, 2006-ban, végleg elhagytam a színpadot. Magamról még annyit, hogy kedvenc játékaim közé tartozott a festés, rajzolás, kisfilmezés – az idő haladtával a videózás –, és a zene, minden mennyiségben.”

## Főbb szerepei

### Színházban
A Színházi adattárban regisztrált bemutatóinak száma: 76; ugyanitt tizenkét színházi felvételen is látható.
- (László-Bencsik Sándor–Petrovics Emil): Mesék az emberről (Pantomim 58)[4]
- John Osborne: Dühöngő ifjúság ... Jimmy
- William Shakespeare: A makrancos hölgy ... Vincentio
- William Shakespeare: Sok hűhó semmiért ... Leonato
- William Shakespeare: Othello ... Brabantio
- Molière: A fösvény ... Harpagon
- Bertolt Brecht – Kurt Weill: Koldusopera ... Smith rendőrbiztos
- Vlagyimir Vlagyimirovics Majakovszkij: Új ember kovácsa ... Makarenko
- George Bernard Shaw: Szerelmi házasság ... Sartorius
- George Bernard Shaw: Szent Johanna ... Inkvizítor
- Friedrich Dürrenmatt: Az öreg hölgy látogatása ... Főkomornyik
- Oscar Wilde: Bunbury ... dr. Chasuble kanonok
- Gerhart Hauptmann: Naplemente előtt ... Steinitz doktor
- Horace McCoy: A lovakat lelövik, ugye? ... Matróz
- Szép Ernő: Patika ... Patikus
- Móricz Zsigmond: Rokonok ... Polgármester
- Illyés Gyula: Testvérek ... Dózsa Gergely
- Illyés Gyula: Életképek ... Nebicher
- Örkény István: Macskajáték ... Csermlényi
- Kolozsvári Papp László: Hazánk fiai ... Tartó
- Tamási Áron: Boldog nyárfalevél ... Bíró
- Lakatos Menyhért: Akik élni akarnak ... Patkós cigány
- Eisemann Mihály: Handa banda ... Don Alvarez
- Eisemann Mihály: Én és a kisöcsém ... Zolestyák
- Rideg Sándor: Indul a bakterház...Piócás
- Thuróczy Katalin: Finálé ... Horváth Zoltán
- Fehér Klára: Ez az ország eladó ... Sümegi, mérnök
- Göncz Árpád: Rácsok ... Emmánuel
- Zsolt Béla: Oktogon ... Nagypapa
- Kiss Csaba: Tahiti ... A halál

### Filmen, televízióban
- Pesti háztetők (1962)
- Kedd (1963) ... Vékony
- Gyerekbetegségek (1965)
- Othello Gyulaházán (1966)
- A Múmia közbeszól ... Kázmér (1967)
- Nem várok holnapig ... (1967)
- A sofőr visszatér (1968)
- Ismeri a szandi mandit? (1969) ... Rakacza
- Utazás a koponyám körül (1969)
- Bűbájosok (1970)
- A nagy kék jelzés (1970)
- Madárkák (1971) ... Az állomásfõnök
- Volt egyszer egy család (1972) ... Rumschlik londíner
- A locsolókocsi (1974) ... Fagylaltos
- Álmodó ifjúság (1974)
- Holnap lesz fácán (1974) ... Tornatanár
- Vihar egy kalap körül (1977)
- Ki látott engem? (1977)
- Adáshiba (Színházi előadás tv-felvétele, 1979)
- Brutus (1981)
- Liszt Ferenc (sorozat)

- Korának betege című rész (1982)
- Postarablók (1985)
- Redl ezredes (1985)
- Hány az óra, Vekker úr? (1985)
- Eszterlánc (1985)
- K. u. k. Szökevények (1986)
- Kémeri
- Akli Miklós (1986)
- Vakvilágban (1987)
- Almási, avagy a másik gyilkos (1987)
- Dada (1987)
- Hótreál (1988)
- Soha, sehol, senkinek! (1988)
- Titánia, Titánia, avagy a dublőrök éjszakája (1988)
- Almási, avagy a másik gyilkos (1989) ... Segédedző
- Randevú Budapesten (1989) ... Bécsi hotelportás
- Napló apámnak, anyámnak (1990)
- A Vipera (1991)
- Az élet (1991) ... Vendéglős
- Egy tubarózsa (1994)
- Forog a film
- Szomszédok (1989-1999) ... Mentős (Öreg)
- Thuróczy Katalin: Finálé (Színházi előadás tv-felvétele, 2003)

## Rendezései
- Osborne: Dühöngő ifjúság
- Petőfi - Harmaczy: Apostol

## Díjai, elismerései
- Szocialista kultúráért érdemérem
- Népszínházi aranygyűrű (1987)
- A Magyar Köztársasági Érdemrend lovagkeresztje (2003)